# Grand Prix moto de Rio de Janeiro 2002
Le  Grand Prix moto de Rio de Janeiro 2002 est la douzième manche du championnat du monde de vitesse moto 2002. La compétition s'est déroulée du 20 au 22 septembre 2002 sur l'Autódromo Internacional Nelson Piquet connu sous le nom de Jacarepaguá.
C'est la septième édition du Grand Prix moto de Rio de Janeiro.

## Classement MotoGP
| Pos  | Pilote              | Constructeur | Temps/Écart     | Grille | Points |
| ---- | ------------------- | ------------ | --------------- | ------ | ------ |
| 1    | Valentino Rossi     | Honda        | 49 min 09 s 516 | 2      | 25     |
| 2    | Max Biaggi          | Yamaha       | +1 s 674        | 1      | 20     |
| 3    | Kenny Roberts Jr    | Suzuki       | +18 s 764       | 16     | 16     |
| 4    | Alex Barros         | Honda        | +24 s 759       | 15     | 13     |
| 5    | Loris Capirossi     | Honda        | +32 s 354       | 12     | 11     |
| 6    | Norifumi Abe        | Yamaha       | +34 s 360       | 11     | 10     |
| 7    | Olivier Jacque      | Yamaha       | +44 s 250       | 7      | 9      |
| 8    | Sete Gibernau       | Suzuki       | +57 s 150       | 18     | 8      |
| 9    | Jurgen vd Goorbergh | Honda        | +1 min 09 s 987 | 8      | 7      |
| 10   | Garry McCoy         | Yamaha       | +1 min 17 s 611 | 4      | 6      |
| 11   | José Luis Cardoso   | Yamaha       | +1 min 20 s 837 | 20     | 5      |
| 12   | Nobuatsu Aoki       | Proton       | +1 min 50 s 774 | 10     | 4      |
| 13   | Tetsuya Harada      | Honda        | +1 tour         | 19     | 3      |
| 14   | John Hopkins        | Yamaha       | +1 tour         | 14     | 2      |
| Abd. | Regis Laconi        | Aprilia      | Abandon         | 17     |        |
| Abd. | Carlos Checa        | Yamaha       | Abandon         | 5      |        |
| Abd. | Jeremy McWilliams   | Proton       | Abandon         | 3      |        |
| Abd. | Shinya Nakano       | Yamaha       | Abandon         | 13     |        |
| Abd. | Tohru Ukawa         | Honda        | Abandon         | 9      |        |
| Abd. | Daijiro Kato        | Honda        | Abandon         | 6      |        |

## Classement 250 cm3
| Pos  | Pilote            | Constructeur | Temps/Écart     | Grille | Points |
| ---- | ----------------- | ------------ | --------------- | ------ | ------ |
| 1    | Sebastian Porto   | Yamaha       | 47 min 01 s 307 | 2      | 25     |
| 2    | Roberto Rolfo     | Honda        | +14 s 114       | 9      | 20     |
| 3    | Franco Battaini   | Aprilia      | +15 s 812       | 10     | 16     |
| 4    | Marco Melandri    | Aprilia      | +26 s 998       | 4      | 13     |
| 5    | Toni Elías        | Aprilia      | +29 s 533       | 3      | 11     |
| 6    | Casey Stoner      | Aprilia      | +31 s 868       | 12     | 10     |
| 7    | Emilio Alzamora   | Honda        | +45 s 373       | 11     | 9      |
| 8    | Naoki Matsudo     | Yamaha       | +1 min 11 s 324 | 7      | 8      |
| 9    | Shahrol Yuzy      | Yamaha       | +1 min 13 s 787 | 13     | 7      |
| 10   | Leon Haslam       | Honda        | +1 min 15 s 478 | 17     | 6      |
| 11   | Jaroslav Huleš    | Yamaha       | +1 min 16 s 715 | 14     | 5      |
| 12   | David Checa       | Aprilia      | +1 min 50 s 844 | 18     | 4      |
| 13   | Erwan Nigon       | Honda        | +1 min 58 s 717 | 15     | 3      |
| 14   | Dirk Heidolf      | Aprilia      | +2 min 12 s 040 | 24     | 2      |
| 15   | Jakub Smrž        | Honda        | +1 tour         | 23     | 1      |
| 16   | Raul Jara         | Aprilia      | +1 tour         | 25     |        |
| 17   | Héctor Faubel     | Aprilia      | +1 tour         | 22     |        |
| Abd. | Fonsi Nieto       | Aprilia      | Abandon         | 5      |        |
| Abd. | Hugo Marchand     | Aprilia      | Abandon         | 20     |        |
| Abd. | Randy de Puniet   | Aprilia      | Abandon         | 1      |        |
| Abd. | Alex Debón        | Aprilia      | Abandon         | 8      |        |
| Abd. | Roberto Locatelli | Aprilia      | Abandon         | 6      |        |
| Abd. | Jay Vincent       | Honda        | Abandon         | 16     |        |
| Abd. | Haruchika Aoki    | Honda        | Abandon         | 19     |        |
| Abd. | Éric Bataille     | Honda        | Abandon         | 21     |        |

## Classement 125 cm3
| Pos  | Pilote            | Constructeur | Temps/Écart     | Grille | Points |
| ---- | ----------------- | ------------ | --------------- | ------ | ------ |
| 1    | Masao Azuma       | Honda        | 46 min 28 s 675 | 18     | 25     |
| 2    | Arnaud Vincent    | Aprilia      | +1 s 705        | 2      | 20     |
| 3    | Manuel Poggiali   | Gilera       | +1 s 760        | 1      | 16     |
| 4    | Gabor Talmacsi    | Italjet      | +9 s 177        | 3      | 13     |
| 5    | Pablo Nieto       | Aprilia      | +26 s 596       | 7      | 11     |
| 6    | Stefano Perugini  | Italjet      | +32 s 745       | 19     | 10     |
| 7    | Jorge Lorenzo     | Derbi        | +34 s 150       | 14     | 9      |
| 8    | Mika Kallio       | Honda        | +34 s 488       | 9      | 8      |
| 9    | Klaus Nohles      | Honda        | +36 s 641       | 21     | 7      |
| 10   | Lucio Cecchinello | Aprilia      | +40 s 381       | 5      | 6      |
| 11   | Alex De Angelis   | Aprilia      | +40 s 615       | 4      | 5      |
| 12   | Gino Borsoi       | Aprilia      | +41 s 428       | 11     | 4      |
| 13   | Andrea Dovizioso  | Honda        | +41 s 608       | 17     | 3      |
| 14   | Simone Sanna      | Aprilia      | +41 s 630       | 15     | 2      |
| 15   | Héctor Barberá    | Aprilia      | +45 s 147       | 10     | 1      |
| 16   | Andrea Ballerini  | Honda        | +49 s 885       | 23     |        |
| 17   | Stefano Bianco    | Aprilia      | +57 s 060       | 20     |        |
| 18   | Steve Jenkner     | Aprilia      | +1 min 13 s 948 | 6      |        |
| 19   | Christian Pistoni | Italjet      | +1 min 14 s 061 | 30     |        |
| 20   | Mirko Giansanti   | Honda        | +1 min 17 s 495 | 13     |        |
| 21   | Marco Simoncelli  | Aprilia      | +1 min 23 s 540 | 25     |        |
| 22   | Joan Olivé        | Honda        | +1 min 24 s 059 | 16     |        |
| 23   | Michel Fabrizio   | Gilera       | +1 min 26 s 189 | 26     |        |
| 24   | Thomas Lüthi      | Honda        | +1 min 29 s 225 | 24     |        |
| 25   | Noboru Ueda       | Honda        | +1 min 32 s 402 | 22     |        |
| 26   | Dario Giuseppetti | Honda        | +1 min 45 s 091 | 31     |        |
| 27   | Mattia Angeloni   | Gilera       | +1 min 52 s 619 | 29     |        |
| 28   | Imre Tóth         | Honda        | +2 min 01 s 551 | 27     |        |
| 29   | Chaz Davies       | Aprilia      | +2 min 04 s 263 | 28     |        |
| Abd. | Youichi Ui        | Derbi        | Abandon         | 12     |        |
| Abd. | Dani Pedrosa      | Honda        | Abandon         | 8      |        |
| Abd. | Alex Baldolini    | Aprilia      | Abandon         | 32     |        |